# Poienarii de Argeș
Poienarii de Argeș là một xã thuộc hạt Argeș, România. Dân số thời điểm năm 2002 là 1172 người.